# 20003 Andorfer
20003 Andorfer este o planetă minoră (asteroid) din centura de asteroizi. A fost descoperită pe 11 martie 1991 la Observatorul La Silla de Henri Debehogne. 
Obiectul prezintă o orbită caracterizată de o semiaxă mare de 2,2649477 UAi, o excentricitate de 0, o înclinație de 8,03737 ° în raport cu ecliptica.